# Gare de Savigny-sous-Faye
Pour les articles homonymes, voir Gare de Savigny.
La gare de Savigny-sous-Faye est une gare ferroviaire française de la ligne de Loudun à Châtellerault, située sur le territoire de la commune de Savigny-sous-Faye, dans le département de la Vienne, en région Nouvelle-Aquitaine.

## Situation ferroviaire
La gare de Savigny-sous-Faye est située sur la ligne de Loudun à Châtellerault, entre les gares de Berthegon et de Cernay - Doussay.
La ligne de Loudun à Châtellerault fut mise en service le 20 septembre 1886. Cette ligne à voie unique d'une cinquantaine de kilomètres desservait quotidiennement par trois trains les gares de Châtellerault, Châteauneuf, Scorbé-Clairvaux, Saint-Genest-d'Ambière, Lencloître, Cernay-Doussay, Savigny-sous-Faye, Berthegon, Monts-sur-Guesnes, Le Bouchet, La Bourdigalière et Loudun.
Le trajet complet durait entre une heure trente et trois heures selon les arrêts. Les trains étaient composés d'une locomotive à vapeur avec son tender, de trois wagons de première, deuxième et troisième classe, auxquels s'ajoutaient un ou deux wagons de marchandises ainsi qu'un wagon de messagerie et de courrier postal. La ligne permettait le transport rapide des productions locales, notamment le vin de Berthegon, le bois de la forêt de Scévolles et les légumes de la vallée de l'Envigne.

## Histoire
La gare de Savigny-sous-Faye était classée en cinquième classe, reconnaissable à ses trois fenêtres en façade. Elle disposait d'un hangar à marchandises, d'un quai équipé d'une rampe d'accès et de toilettes extérieures. Une citerne alimentée par une éolienne fournissait l'eau nécessaire aux locomotives à vapeur. La construction de la ligne nécessita l'édification de 55 ouvrages d'art, notamment de nombreux ponts et ponceaux enjambant les ruisseaux, fossés et chemins traversant le territoire communal.
En 1929, la gare voyait transiter 8 058 voyageurs et 1 500 tonnes de marchandises. Le trafic marchandises cessa en 1985, et la ligne fut officiellement déclassée le 26 septembre 1992.

## Reconversion
Depuis 2001, l'ancienne emprise ferroviaire a été transformée en Ligne Verte sur 37 kilomètres, ouverte aux cyclistes et aux piétons. Ce parcours constitue un espace privilégié pour la faune et la flore locale.

## Services voyageurs
La gare ne dessert plus de voyageurs depuis la fermeture de la ligne en 1992.